# 刀剣ワールド財団
一般財団法人　刀剣ワールド財団（とうけんわーるどざいだん　英: Touken World Foundation）は、日本刀、甲冑等の伝統工芸品、及び美術品を収集・保存・展示することを通じて、日本の伝統文化を守り、文化の振興・発展に寄与することを目的とした財団法人。東建コーポレーション株式会社によって、2018年4月16日に設立された。

## 概要
日本刀や甲冑などの貴重な文化財の散逸・海外流出を防ぎつつ、文化の振興・発展に寄与することを目的としている。美術品としての日本刀を身近に感じられるよう、刀剣コレクション名古屋・丸の内、刀剣コレクション桑名・多度、名古屋刀剣博物館「名古屋刀剣ワールド」（2024年5月開館）などの施設運営を行なう。
財団のコレクションは、東建コーポレーション創業者で財団代表理事の左右田稔が40年に渡り収集してきた刀剣類や、東建コーポレーション株式会社が所有していた美術品などから構成され、2022年３月時点で日本刀約500振を有する。京都国立博物館や桑名市博物館など、他館への美術品貸し出しを行なっており、九州国立博物館とは共催で特集展示を実施した。
また、東建コーポレーション株式会社、株式会社東通エィジェンシーと共同で刀剣・日本刀の専門サイト「刀剣ワールド」を運営している。

## 主な事業
1. 刀剣、甲冑、及び鉄砲（以下「刀剣類」と言う。）の収集
2. 刀剣類の研究、及び普及ならびにこれらに対する支援
3. 刀剣類に関する博物館の運営
4. 刀剣類に関する出版物の発行、及び販売 など

### 活動内容
1. 史料・書籍の収集及び管理
2. 名古屋刀剣博物館「名古屋刀剣ワールド」（メーハク）の運営
3. Webサイト「刀剣ワールド」の制作
4. 美術品の保存・修復
5. 出版事業
6. 映像制作
7. 講演・発表
8. 歴史体験会・歴史旅行

## 沿革
- 2018年4月　一般財団法人「刀剣ワールド財団」設立
- 2018年5月　多度大社「刀剣奉納鍛錬見学の旅」実施[4]
- 2018年9月　京都国立博物館「京のかたな　匠のわざと雅のこころ」へ刀剣を出品[5]
- 2018年10月　桑名市博物館「村正Ⅱ―村正と五箇伝―」へ、村正3振を含む刀剣17振を出品。[6]刀剣博物館「諸国漫遊 －多彩なるお国拵と日本刀五ヶ伝を巡る旅－」へ葛飾北斎「加藤清正図」を出品[7]
- 2018年11月　バーチャル刀剣博物館「刀剣ワールド」サイト公開
- 2019年3月　国宝「有楽来国光」を取得
- 2019年4月　多度大社と共催で「多度刀剣特別展」を実施[8]。多度大社への奉納刀制作を追ったテレビ番組「刀匠魂　多度～鍛冶神に捧げる太刀」（テレビ愛知）放送
- 2019年6月　名古屋刀剣博物館「名古屋刀剣ワールド」サイト公開
- 2019年7月　天下三名槍　写し制作プロジェクト開始
- 2020年1月　九州国立博物館・福岡県のコラボ特集展示「刀剣ことはじめ 刀剣ワールド財団と九博の名刀」開催[9]。「麒麟がくる～岐阜 大河ドラマ館」へ織田信長ゆかりの刀剣や書状などを出品
- 2020年8月　名古屋刀剣博物館「名古屋刀剣ワールド」（メーハク）サイトリニューアル公開
- 2020年10月　ムック本『名将と名刀との邂逅　明智光秀と三英傑』（鈴屋出版）を出版[10]。大阪歴史博物館・刀剣博物館で実施の特別展「埋忠〈UMETADA〉桃山刀剣界の雄」へ刀剣を出品[11]
- 2020年11月　「 [名古屋刀剣ワールド]サイト公開記念第2弾／刀剣コスプレ写真コンテスト」を実施
- 2021年2月　ミュージアムショップグッズのネット通販を開始
- 2021年6月　名古屋市瑞穂生涯学習センター主催講座 学習プログラム「〈なごや学〉刀剣と名古屋」を実施
- 2021年8月　楽天市場におけるミュージアムショップグッズのネット通販を開始
- 2021年10月　京都府立丹後郷土資料館（ふるさとミュージアム丹後）「“玉の輿”大名家の栄光と苦悩」へ刀剣を出品。桑名市博物館創設50年・本多忠勝桑名入封420年特別企画展「本多忠勝と桑名」へ刀剣を出品
- 2021年11月　刀剣博物館「特別重要刀剣等指定制度五十周年記念 －日本刀 珠玉の名品展－」へ刀剣を出品